# Stupid (Ashnikko)
Stupid è un singolo della rapper statunitense Ashnikko, pubblicato il 22 ottobre 2019 come terzo estratto dal terzo EP Hi, It's Me.

## Descrizione
Il brano, che vede la partecipazione della rapper statunitense Yung Baby Tate, è diventato virale sulla piattaforma TikTok da settembre 2019; anche Miley Cyrus e Cody Simpson hanno realizzato un video con la canzone.

## Tracce
Testi e musiche di Ashton Casey, Oscar Scheller e Tate Farris.
1. Stupid (feat. Yung Baby Tate) – 2:47

## Formazione
- Ashnikko – voce
- Yung Baby Tate – voce aggiuntiva
- Oscar Scheller – programmazione, produzione, missaggio, registrazione
- Zach Nicholls – ingegneria del suono
- John Greenham – mastering

## Classifiche
| Classifica (2019) | Posizione massima |
| ----------------- | ----------------- |
| Canada            | 63                |
| Irlanda           | 93                |
| Lettonia          | 69                |
| Stati Uniti       | 101               |